# Оксіюк Петро Федорович
Петро Федорович Оксіюк (26 січня 1896, Луковисько — 5 березня 1960, Київ) — український радянський ботанік, доктор біологічних наук, професор.

## Біографія
Народився 26 січня 1896 року в селі Луковисько Костянтинівського повіту Холмської губернії (тепер село в Більському повіті Люблінського воєводства Республіки Польща). Середню освіту здобув у Холмській семінарії. У 1916 р. вступив, а у 1922 р. закінчив природниче відділення фізико-математичного факультету Київського університету і отримав звання кандидата природничих наук. Вчений ступінь кандидата біологічних наук був присуджений Петру Федоровичу в 1935 р. Президією Академії наук УРСР без захисту дисертації. Вчений ступінь доктора біологічних наук і вчене звання професора зі спеціальності "ботаніка" були присуджені йому в 1937 р. на підставі захисту при Кваліфікаційній комісії Академії наук УРСР дисертації на тему "Порівняльне цитолого-ембріологічне дослідження родини Resedaceae".
З 1924 р. й до кінця своїх днів працював у Київському сільськогосподарському інституті (згодом – Київській сільськогосподарській академії, тепер НУБіП) з перервою в 1942-1944 рр. Тут із червня 1924 р. по вересень 1929 р. Петро Федорович був асистентом кафедри морфології та систематики рослин, по вересень 1932 р. – старшим викладачем, по червень 1937 р. – доцентом кафедри ботаніки, по вересень 1939 р. – професором кафедри ботаніки, з вересня 1939 р. по березень 1960 р. – завідувач кафедрою ботаніки. У 1945–1946 також завідував кафедрою вищих рослин Київського університету (за сумісництвом). Паралельно Петро Федорович працював  в Інституті ботаніки АН УРСР – з 1921 р. по 1931 р. науковим співробітником Ботанічного кабінету та гербарію,з 1931 р. по 1941 р. і з  1944 р. по березень 1960 р. – старшим науковим співробітником відділу цитології та ембріології, був членом вченої ради Інституту ботаніки АН УРСР..
У 1921 році П. Ф. Оксіюк, разом з Д. К. Зеровим, працював у «Комісії по виучуванню флори України». До її складу, крім керівника проф. О. В. Фоміна, входили О. З. Архимович, М. Ю. Вагнер, М. О. Целле й інші особи. Завданням цієї «Комісії» було вивчення не тільки спорових (папоротей, мохів, лишайників), але й квіткових рослин України [Вірченко, 2003].
Помер 5 березня 1960 року. Похований в Києві на Байковому кладовищі.

## Наукова діяльність
Основні напрями наукової діяльності: ембріологічнийо розвиток цукрового буряка; розвиток гаметофіту, зародку, морфології хромосом.
Побудував власну схему філогенетичних зв'язків у родині Resedaceae, досліджував цитоембріологію пшениці, історію флори крейдяних відслонень УРСР, застосував карпологічний метод для характеристики флори УРСР.
Основні праці:
- «До питання про поширення адвентивних рослин на Україні» Український ботанічний журнал 1924;
- «Нов. знахідки Equisetum maximum Lam. На Україні». УБЖ 1924,
- «Родина Potamogetonaceae у флорі УРСР». 1935;
- «Очерк флоры и растительности Карпат» К., «Род Cicer и его виды» К., 1929;
- «Каріологічний метод в ботанічній географії». 1941.